# 瑞松寺
瑞松寺（ずいしょうじ）は、大阪府大阪市東淀川区にある浄土真宗本願寺派の寺院。山号は涙池山。山号の涙池山は鎌倉時代のこと、平景清が誤って伯父を殺してしまい涙にむせびつつ池で血刀を洗ったという故事によるという。 
楠木次郎左衛門尉正澄（くすのきじろうざえもんのじょうまさずみ）が創建 した。「特効薬狸吸出薬」の伝承などがある。

## 歴史

### 創設
天正9年（1581年）月、楠木一族の楠木次郎左衛門尉正澄が石山本願寺の顕如の弟子となって、名を明道と改めて創建した。

## 伝承

### たぬきの吸い出し薬
江戸時代、村人に追われて寺に逃げ込んできた身重の狸を住職がかくまってやったところ、お礼に皮膚病に効く薬の処方を教えてくれた。
「特効薬狸吸出薬」として評判になり、京都からも求める人が訪れたという。
効能書には「腫物一切の良薬 一子相伝 無類膏たぬきくすり よく膿を早く吸い出し悪毒を除き 三、四日の中に痛みを止める 一日三度 川魚 油こきもの 酢 もち類食べぬこと」等とある。
昭和初期まで販売されており、秘伝の製法は残っているが、薬事法のため現在は作られていない。